# CeZik
CeZik, właśc. Cezary Zenon Nowak (ur. 1985 w Gliwicach) – polski wokalista, autor tekstów, multiinstrumentalista, kompozytor i aranżer, twórczość publikuje w serwisie YouTube, działa w projekcie artystycznym KlejNuty i NutkoSfera. Były gitarzysta zespołu DiM w latach 2006–2009.

## Życiorys

### Edukacja
Jest absolwentem wydziału Automatyki, Elektroniki i Informatyki na Politechnice Śląskiej.

### Kariera

#### Współpraca z zespołem DiM
Na przełomie lat 2006–2007 został gitarzystą rytmicznym i wokalistą wspierającym w zespole DiM, z którym nagrał album pt. Same dobre wiadomości oraz single: „Kropla bólu”, „Follow the Sun” i „Same dobre wiadomości”. Członkiem zespołu pozostał do rozwiązania w 2009.

#### Projekt CeZik iKlejNuty
Początek jego popularności jako solisty przypada na 2008. Rozgłos zyskał dzięki wideoklipowi pt. „Od tyłu i klasycznie”, w którym zaśpiewał kilka piosenek od tyłu. Pomysł ten spodobał się Szymonowi Majewskiemu, który zaprosił muzyka do swojego show. Popularność w Internecie zapewniły mu również kolejne covery znanych przebojów. Czesław Mozil określił go mianem „króla coverów”. Był jednym z pierwszych polskich muzyków wykonujących profesjonalnie nagrania w systemie nagrania wielokanałowego (ang.: Multitrack recording, MTR) samego siebie a cappella w różnych głosach, imitując własnym głosem instrumenty, następnie komponując to w wideoklip ze zwielokrotnioną swoją osobą. Skomponował i napisał utwór „Co to za pedał?”, składający się z negatywnych komentarzy na swój temat publikowanych pod jego filmami. W 2011 nagrał utwór „Męski świat”, będący polską wersją piosenki „Cele două cuvinte” rumuńskiego zespołu Taxi. Utwór opowiadał o problemie powiedzenia „kocham cię” przez mężczyzn i ukazał się w kilku wersjach językowych.
Stworzył projekt KlejNuty, w którym miksował wypowiedzi znanych osób i tworzył z nich teledyski. Najpopularniejsze z nich to: „Krzysiu” (z głosem Krzysztofa Ibisza) czy „Bende Go Zjad!” (z wypowiedziami Magdy Gessler). Jednym z odłamów projektu jest seria Drugie Dno, która polega na podkładaniu absurdalnych tekstów pasujących do ruchu ust (np. klipy „Zaklęta antylopa” czy „Kiełbasa nietłusta”). W listopadzie 2013 umieścił w sieci film Polak w brytyjskim Mam talent!, będący mistyfikacją oryginalnego fragmentu programu Britain’s Got Talent. Przerobił film z występu Irlandczyka, Jordana O’Keefe’a, i komputerowo dopracował animację synchronizacji ruchu warg z polskim śpiewem. Rzekomy sukces „polskiego” wokalisty w brytyjskim talent show, maksymalnie pozytywna ocena brytyjskich jurorów, w tym Simona Cowella, i reakcja zachwyconej publiczności wywołała w Polsce falę sympatii do „Józka z Nowego Grodziska Mazowieckiego” (fikcyjna nazwa miasta). Wideoklip w ciągu pierwszego tygodnia od publikacji wyświetlono w internecie ponad 6 milionów razy i był prezentowany w polskich audycjach telewizyjnych. Do końca 2014 film obejrzano 10 milionów razy.
Pod koniec 2014 zaprezentował przeróbkę wideoklipu z piosenką „Shape of My Heart” Stinga z 1993 – do teledysku wgrał swoją postać oraz polski tekst zsynchronizowany z wargami Stinga, nadając tytuł przeróbce „Wóda to śmierć”. Od chwili opublikowania wideoklipu, w ciągu pierwszego dnia obejrzało go ok. 400 000 osób.
Skomponował muzykę i wystąpił w radiowej adaptacji sztuki Marka Koterskiego Nienawidzę w Polskim Radiu Kraków.
Regularnie koncertuje w Polsce ze swoim programem pt. Kameralny Akt Solowy, podczas którego prezentuje przeróbki cudzych utworów i własne, oryginalne kompozycje.
1 września 2016 założył kanał youtube’owy NutkoSfera, na którym publikuje skomponowane przez siebie piosenki dla dzieci.

#### Powrót i pierwsza płyta studyjna
24 maja 2018 powrócił na kanał CeZik na YouTube, by zapowiedzieć swój debiutancki album studyjny i zwrócić się z apelem o pomoc w zebraniu funduszy na jego wydanie. 4 listopada opublikował teledysk do piosenki „Jestem specem”, a pięć dni później wydał album pt. Ambiwalnięty.

## Życie prywatne
Z żoną Katarzyną ma dwóch synów.